# Elaphria lentilinea
Elaphria lentilinea là một loài bướm đêm trong họ Noctuidae.